# Saint-Cyr-de-Salerne
 Saint-Cyr-de-Salerne  là một xã của tỉnh Eure, thuộc vùng Normandie, miền bắc nước Pháp.